# Philippa Pearce
Ann Philippa Pearce (23 gennaio 1920 – 21 dicembre 2006) è stata una scrittrice inglese per ragazzi.

## Biografia
Figlia di un mugnaio, ha passato la sua infanzia in una casetta con un giardino. 
È stata fatta conoscere in Italia da Donatella Ziliotto che ha pubblicato nel 1966 Chihuahua  nella collana Il Martin Pescatore da lei diretta per Vallecchi dal 1958. Dopo la chiusura della collana a metà degli anni sessanta per problemi economici dell'editore, i suoi titoli sono stati pubblicati da gl'Istrici della Salani, diretti sempre dalla Ziliotto. Tra i suoi romanzi più importanti si ricordano Il giardino di Mezzanotte, vincitore della Carnegie Medal nel 1958, Una più del diavolo, Chihuahua e Alta marea per un delitto.